# 伊東屋
伊東屋（いとうや、英語: ITO-YA.）は、東京都中央区銀座に本店を構える文房具・画材用品の専門店である。

## 概要
銀座本店の看板の上にある「レッド・クリップ」は、伊東屋のシンボルとして有名である。
「伊東屋」の他に、小型店舗の「itoya topdrawer（イトーヤ トップドロワー）」、高級筆記具を取り扱う「カランダッシュ」の屋号でも店舗を展開している。かつてはペーパークラフトの専門店「Papierium（パピエリウム）」も展開していた。

## 沿革

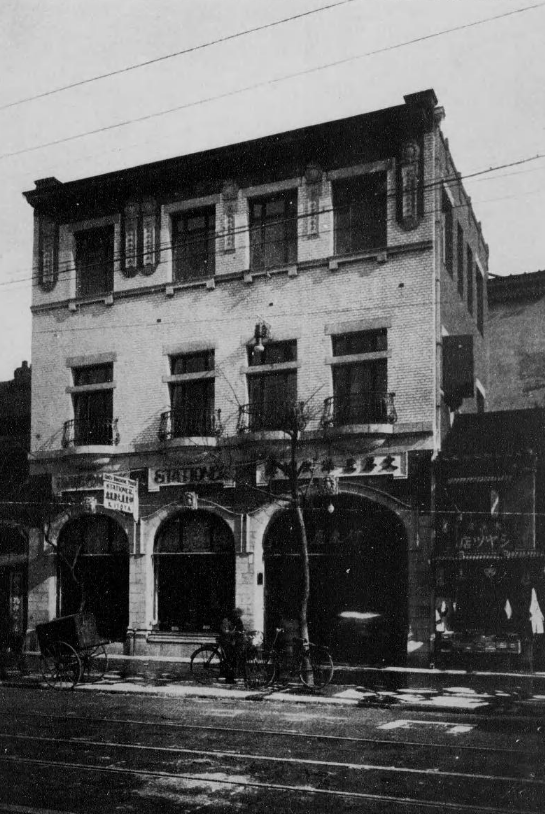
震災前の伊東屋

- 1904年（明治37年）6月16日 - 伊藤勝太郎が東京・銀座3丁目に「和漢洋文房具・STATIONERY」の店名で開店[1]。商号は当初から「伊東屋」であった。
- 1909年（明治42年） - 白煉瓦造り3階建てに改築。
- 1923年（大正12年） - 関東大震災で本店を焼失、被災しなかった丸ビル店で業務再開。
- 1930年（昭和5年） - 地下2階地上8階建の新ビル（現・第一伊東屋ビル、1965年より松屋に賃貸）が完成、営業開始。
- 1937年（昭和12年） - 百貨店法が成立し、「伊東屋百貨店」と改称。
- 1944年（昭和19年） - 物資不足のため廃業を決断。
- 1946年（昭和21年） - 戦火で全焼した伊東屋ビルを復旧、販売再開。
- 1965年（昭和40年） - 本店・本館（ステンレスビル）が完成、営業開始。
- 2011年10月15日 - ユナイテッドアローズとの共同企画で、東京有楽町にある阪急 MEN'S TOKYO内に「itoya WITH UNITED ARROWS(イトーヤ ウィズ ユナイテッドアローズ)」をオープンさせた[2]。
- 2012年10月3日 - 本店の中2階に設けられていた万年筆コーナーを旧2号館に移転し、万年筆専門館「K.ITOYA 1904」として本店から独立させるかたちで開店。
- 2013年1月31日 - ステンレスビルの老朽化による建て替えのため旧本店本館が閉店。同日に松屋銀座裏の仮店舗の本店本館が開店。

銀座本店（本館）は建物の老朽化により、建て替え工事のため2013年1月31日を以って仮店舗に移転。その直前の2012年10月3日には、それまで本店本館の中2階に設けられていた万年筆コーナーが万年筆専門館『K.ITOYA 1904』として独立して営業を開始した。
- 2015年6月16日 - 銀座新本店が改築・開店[4]。

本店ビルの建て替え工事終了に伴い、それまでの仮店舗を閉め、2015年6月16日に元の場所に戻ってリニューアルオープンした。
リニューアル前は凡そ15万点もの豊富な品揃えであり、大衆向けの安価な文具から裕福者層向けの高級文具まで様々であったが、リニューアル後は大衆向け文具の取り扱いを大幅に廃止して約3分の1の5万点ほどに縮小し、裕福者層や専門品購買者層向けの高級ブランド品の取り扱いに路線変更した。
その後、リニューアルオープンした銀座本店は状況に応じて現在まで断続的に改装を続けているが、銀座本店の分館も本館のリニューアルオープン後に行われた再改装に伴って全て閉館し、リニューアル前と同様に本館の中に集約された（例えば、万年筆専門館として独立していた『K.ITOYA 1904』は銀座本店本館の3階に所在している）。2021年8月、銀座本店本館の7階フロアを改装。
- 2018年9月19日 - 銀座伊東屋 横浜元町店が開店[5]。銀座本店以外で初めての路面店としてオープン。本店のエッセンスを詰め込んだ特別な店舗として横浜店ではなく銀座伊東屋を名乗り、神戸元町と区別するためこの名としている[6]。

## 店舗
銀座 伊東屋
- 銀座本店 - G.Itoya（本館）、K.Itoya（別館）、ティーラウンジ・ギャラリー併設
- 銀座伊東屋 横浜元町

伊東屋
- 新宿店（京王百貨店新宿店5F）
- 池袋店（東武百貨店池袋店7F）
- 横浜店（横浜髙島屋5F）
- 玉川店（玉川高島屋 S･C 南館3・4F）
- 青葉台店（青葉台東急スクエア South-1別館2F）
- 東京ミッドタウン店（東京ミッドタウン ガレリア3F）
- グランフロント大阪店（グランフロント大阪ショップ＆レストラン南館6F 紀伊國屋書店内）
- 京都店（ジェイアール京都伊勢丹10F）
- 熊本店（デサキ熊本嘉島店内）

Concept store
- 羽田第3ターミナル店（羽田空港第3ターミナル4F）
- 成田空港第2ターミナル店（成田空港第2ターミナル4F）

Collaborations
- タリーズコーヒー ウイズ イトーヤ京浜急行電鉄横浜店（京急横浜駅下りホーム）
- イトーヤ バイ トミヤ店（岡山市北区表町2-2-80）
- カランダッシュ銀座ブティック店（中央区銀座2-5-2）

### 過去に存在した店舗
- マルイファミリー溝口店※2017年7月31日閉店
- 渋谷店（東急百貨店東横店南館3F）※東急百貨店東横店閉店に伴い2020年3月31日に営業を終了

## メルシー券
1953年にメルシー券と呼ばれる還元チケットを発行。100円券（橙）・50円券（黄）・10円券（緑）で、それぞれ2000円・1000円・200円購入ごとに1枚発行（実質5％還元、有効期限なし）され、次回以降の購入に使用できた。同様の還元チケットは東急ハンズ文具チケットや、地域文具店などでもみられた。券の発行や使用時の手間を省くため2009年1月をもって発行を終了。以後は、カードタイプのメルシーカード、またはメルシーアプリの発行（還元率3％、有効期限最終利用日より24ヶ月）に移行した。未使用のメルシー券は、伊東屋インフォメーションカウンターにてメルシーカードのポイントとして移行可能。

## ギャラリー

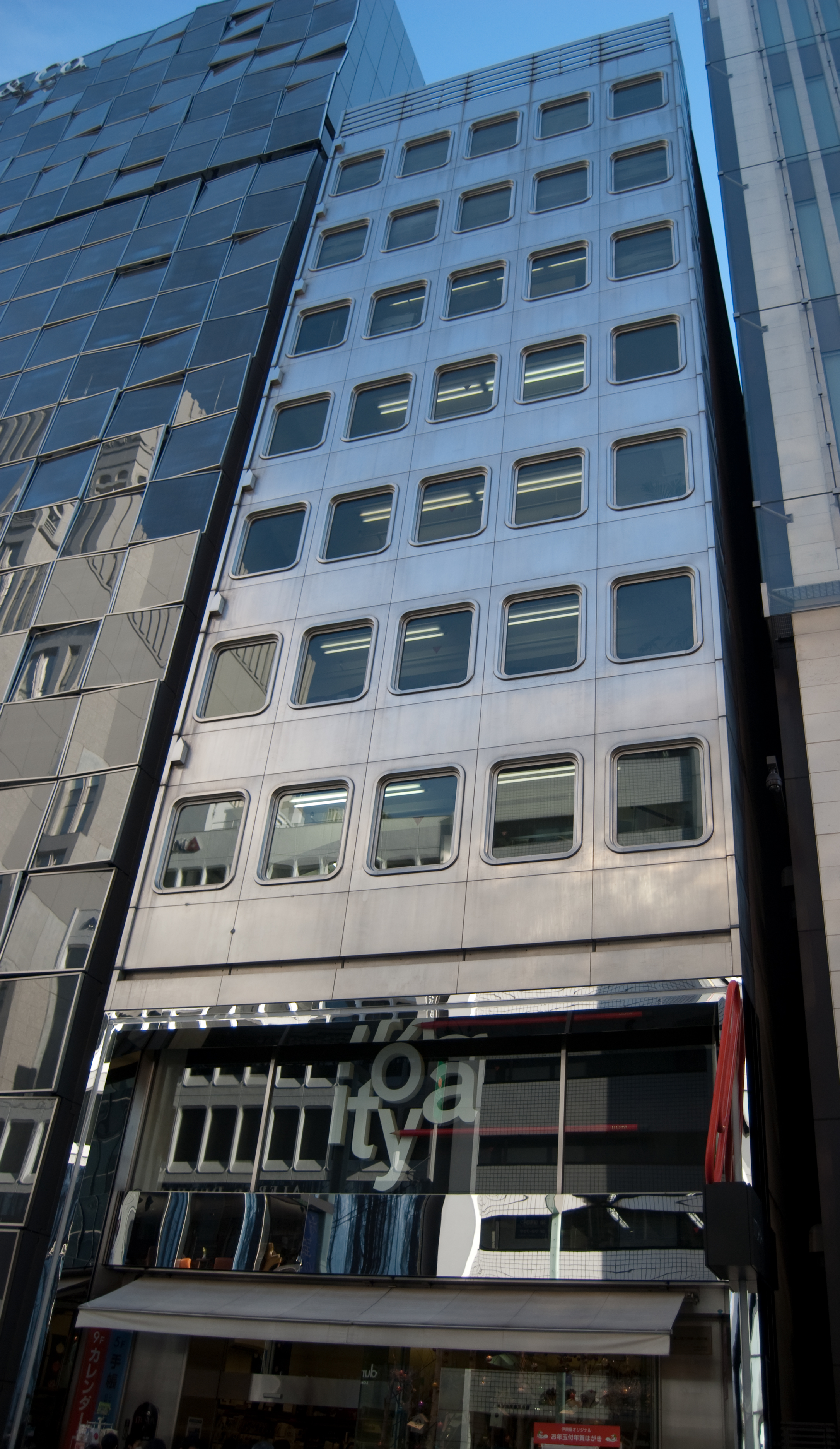
旧伊東屋銀座本店本館(ステンレスビル)

## テレビ番組
- 日経スペシャル カンブリア宮殿 東京・銀座で111年 進化を続ける文房具のテーマパーク（2015年7月2日、テレビ東京）[7]

## 書籍

### 関連書籍
- 『文具に就いて』（編著:伊東屋）（1933年6月、伊東屋）
- 『一業専念 : 伊東屋80年史』（編著:『伊東屋80年史』編集委員会）（1985年4月、伊東屋）
- 『ステイショナリー・ワンダーランド 伊東屋の文房具たち』（著者:大川哲平）（2004年10月20日、プチグラパブリッシング）ISBN 9784939102691
- 『銀座伊東屋百年史』（編著:「銀座伊東屋百年史」編集委員会）（2004年10月、伊東屋）
- 『ザ ステーショナリー 銀座・伊東屋100年物語』（著者:ピエブックス）（2004年11月25日、ピエブックス）ISBN 9784894443747
- 『銀座・伊東屋文房具BETTER LIFE』（著者:伊東屋）（2015年10月8日、マガジンハウス）ISBN 9784838728121

## 関係する人物
- 伊藤勝太郎 - 創業者。菩提寺は深川の本誓寺。